# Azaroldorn

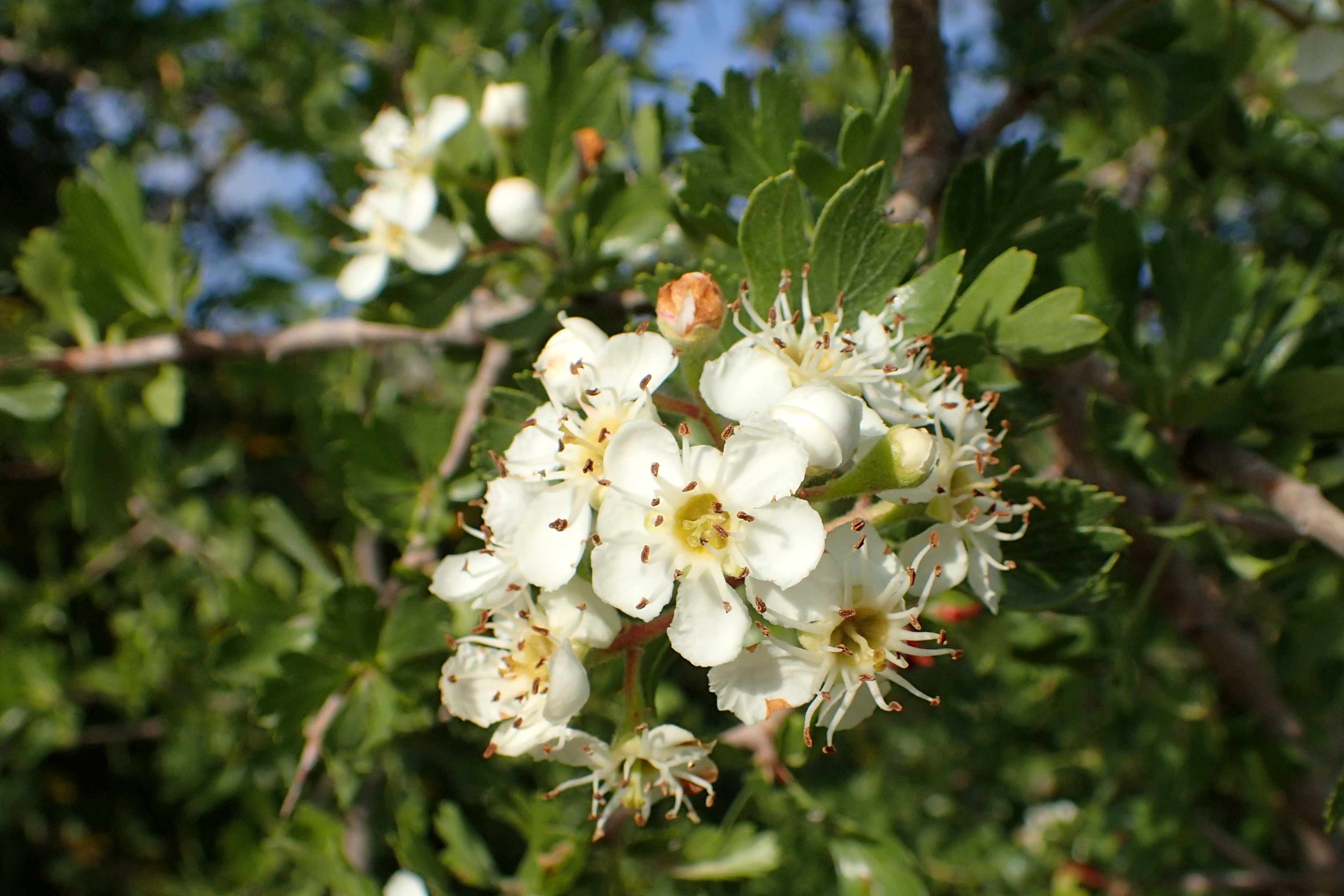
Blüten

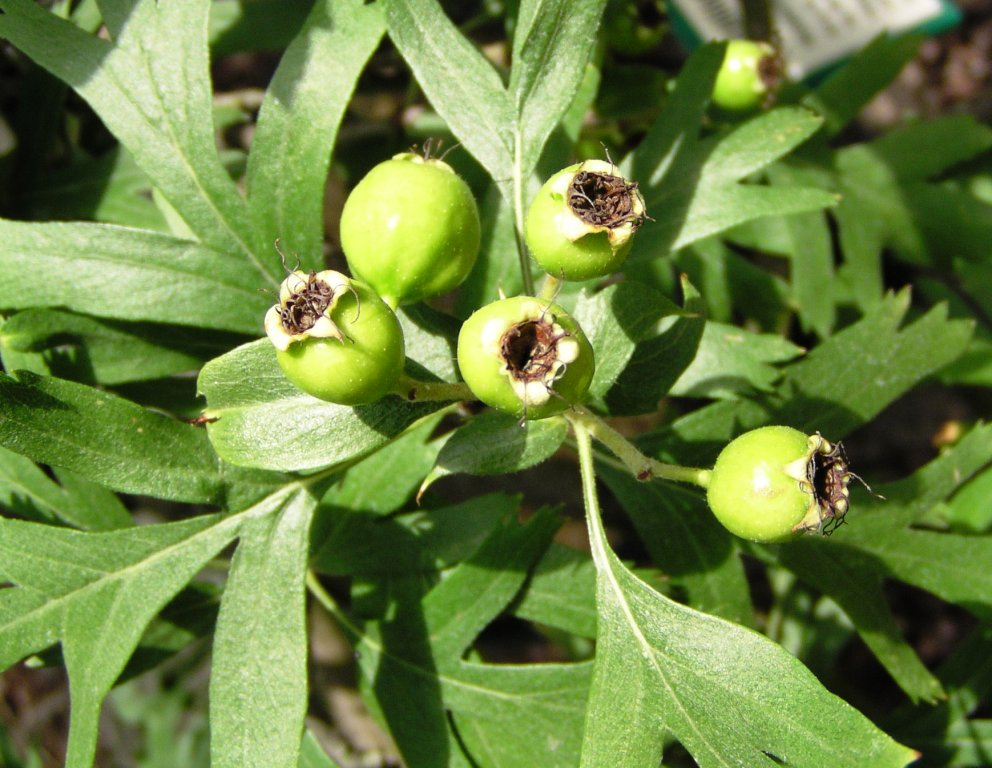
Tief geteilte Laubblätter und unreife Früchte mit großer Kelchhöhlung und den fünf Kelchzipfeln sowie Griffel- und Staubblattresten an der Spitze

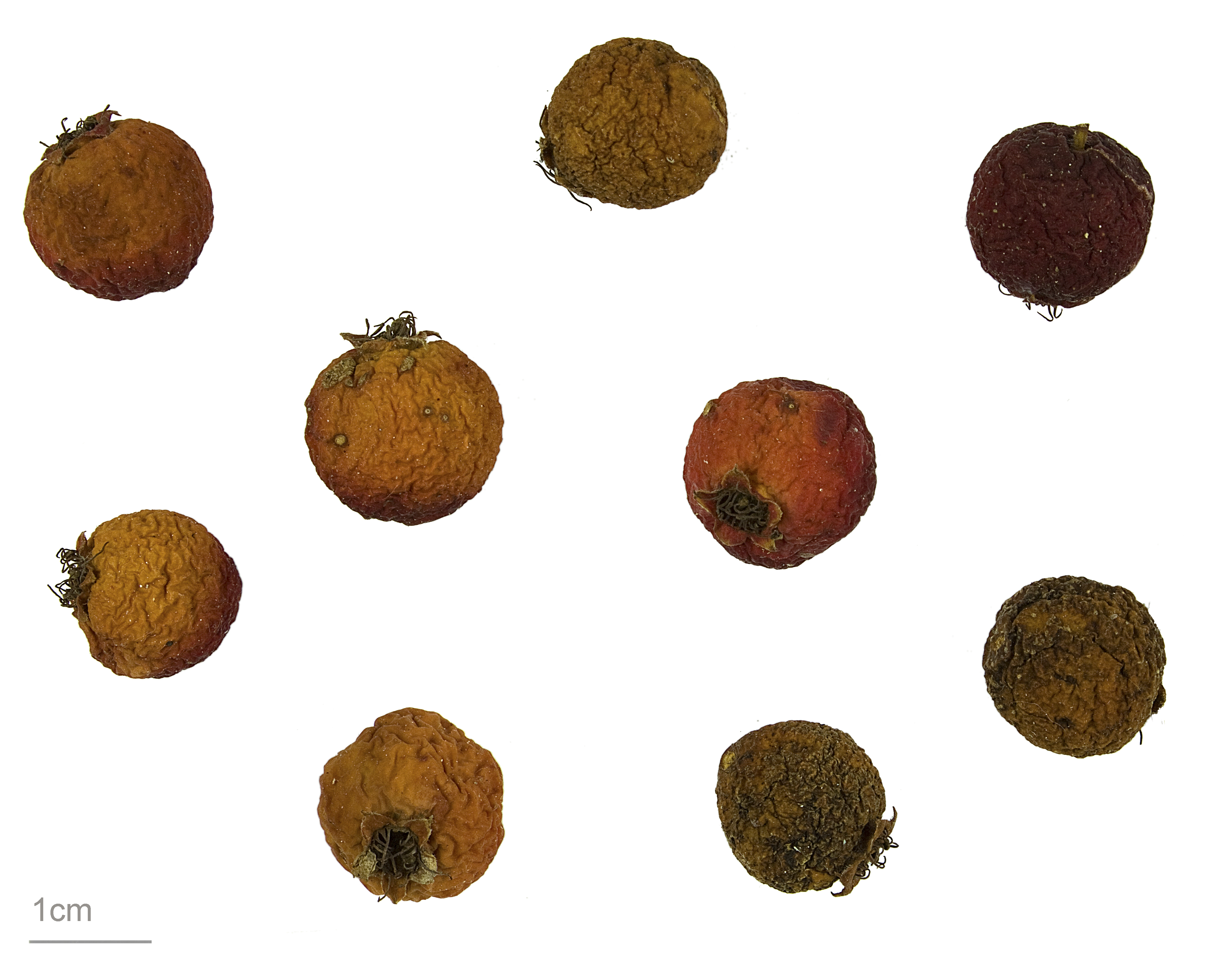
Früchte von Crataegus azarolus

Der Azaroldorn (Crataegus azarolus), auch Welsche Mispel, Neapolitanische Mispel, Azarole oder Azarolapfel genannt ist eine Pflanzenart in der Familie der Rosengewächse (Rosaceae).
Die Art ist im Mittelmeergebiet und in Westasien verbreitet. In Südeuropa, lokal und selten in Mitteleuropa, wird er als Obstgehölz angebaut, teilweise ist er wohl außerhalb seines natürlichen Verbreitungsgebiets aus Kultur verwildert. In Mitteleuropa ist die Fruchternte unbedeutend.
Der Artname leitet sich ab aus dem Portugiesischen (azarola, azerola, zarola, zerola), dem Katalanischen (acerola, atzerola), dem Spanischen (acerolo) und Italienischen (lazzeruola) sowie aus dem Arabischen (az-zaʿrūr oder az-zuʿrūr), wobei die korrekte Form und Grundbedeutung des arabischen Wortes nicht ermittelt ist.

## Beschreibung
Der Azaroldorn wächst als laubabwerfender, großer, mehr oder weniger bedornter Strauch oder Baum, der Wuchshöhen von bis zu 10 Metern erreicht. Manchmal besitzt er allerdings unbewehrte Zweige, insbesondere bei den östlich verbreiteten Varietäten und bei kultivierten Pflanzen. Die Borke ist glatt und grau. Die Dornen können bis 3,5 Zentimeter lang werden. Die jungen Zweige sind wollig bis filzig behaart.
Die einfachen, gestielten, leicht ledrigen Laubblätter sind drei- bis siebenlappig bis -teilig. Sie sind bis etwa 6–7 Zentimeter lang und im Umriss eiförmig bis verkehrt-eiförmig und oberseits schwach angedrückt kurzhaarig bis kahl, unterseits sind sie dichter behaart, vor allem auf den Adern, die Oberseite ist grün, die Unterseite graugrün. Die Spreitenbasis ist keilförmig bis abgerundet. Die einzelnen Lappen sind an der Spitze mehr oder weniger spitz bis abgerundet oder stumpf, feiner oder gröber gesägt bis gekerbt oder gezähnt. Die rinnigen Blattstiele sind haarig. Es sind meist Nebenblätter vorhanden.
Es werden kurz gestielte, dichte, etwas filzig behaarte, schirmrispige Blütenstände mit etwa 5 bis 25 Blüten gebildet. Die offenschaligen weißen, zwittrigen, gestielten und unangenehm duftenden Blüten erscheinen je nach Region im März bis Juni, im Mittelmeerraum im Mai und Juni. Die Blüten sind fünfzählig mit doppelter Blütenhülle. Es sind nur kleine, behaarte Kelchzipfel vorhanden und die Blütenstiele sind haarig. Es sind viele Staubblätter mit rötlichen Antheren vorhanden. Der mehrkammerige Fruchtknoten ist unterständig mit 2–3 Griffeln mit kleinen, kopfigen und stumpfen Narben. Der außen haarige Blütenbecher ist mit einem Diskus ausgekleidet.
Die daraus heranreifenden, schwach behaarten bis fast kahlen Apfelfrüchte (Scheinfrucht) mit der Kelchhöhlung und Kelch- sowie Griffel- und Staubblattresten an der Spitze sind kugelig, etwa so lang wie breit, manchmal etwas abgeflacht oder birnenförmig, gelb bis orangerot, oft rot überlaufen, beim Trocken oft nach dunkelrot verfärbend. Sie sind etwa 1,5–2 (in Kultur größer; 2,5–4) Zentimeter groß. Sie enthalten 2–3 flache, etwa 8–10 Millimeter große, bräunliche, leicht texturierte und einsamige Kerne.
Die roh oder gekocht essbaren Früchte mit säuerlichem, apfelartigem Geschmack reifen je nach Region von April bis Oktober, in Südeuropa von Ende Juli bis Mitte August.

## Verbreitung
Der Azaroldorn ist verbreitet im Mittelmeergebiet, einschließlich der Inseln, südlich bis ins küstennahe Nordafrika, westlich bis Südfrankreich und Tunesien. Nach Osten kommt er über Westasien, einschließlich der Kaukasusregion, der Türkei, Syrien, des Irak und Iran bis nach Zentralasien vor. Die östlichen Vorkommen östlich der Türkei (zur var. pontica) werden heute häufig als eigene Art abgetrennt. In Mitteleuropa ist er, sehr selten, aus alten Kulturen verwildert, die Früchte kommen aber im Normalfall nicht zur Reife. In Deutschland sind kultivierte Bäume vereinzelt seit 1656 nachgewiesen.

## Nutzung
Im Mittelmeergebiet wurde der Azaroldorn schon seit alter Zeit als Obstgehölz kultiviert. Die mispelähnlichen Früchte schmecken süßsäuerlich. Sie können frisch verzehrt werden, süßen Fruchtsäften beigegeben, kandiert, in Honig konserviert oder zu Konfitüren, Kompotten, Likören, Schnäpsen und Backwaren verarbeitet werden. 
Die medizinische und technische Verwendung wurde untersucht. So soll der Azaroldorn (wie auch andere Crataegus-Arten) herzstärkend wirken. Sein widerstandsfähiges Holz wird für bewegliche Teile wie Achsen und Spindeln benutzt.

## Systematik
Die Art wurde schon von Carl von Linné in Species Plantarum, in der ersten Auflage 1753, unter dem heutigen Namen erstbeschrieben. Der Botaniker Moritz Balthasar Borkhausen trennte für sie eine eigene Gattung Lazarolus (auch Azarolus geschrieben) ab und nannte die Art Lazarolus oxyacanthoides, diese Auffassung hat sich aber nicht durchgesetzt. Andere Botaniker stellten sie zeitweise in die Gattungen Pyrus oder Mespilus.
Innerhalb der artenreichen Gattung Crataegus wird die Art der Sektion Crataegus s.str. und darin einer Series Orientales (Schneider) Pojarkova in Komarov, zugeordnet.
In seiner Revision unterschied der dänische Botaniker Knud Ib Christensen vier Varietäten:
- Crataegus azarolus var. azarolus. Früchte orange, Blätter auf der Unterseite fast unbehaart. Südost-Frankreich, Italien, Sardinien.
- Crataegus azarolus var. aronia. Früchte gelb, rot überlaufen. Blätter kleiner, stärker bedornt, Zweige wollig-filzig behaart. Chromosomenzahl 2n (2x) = 34. Nordafrika, zentraler und östlicher Mittelmeerraum bis Iran.
- Crataegus azarolus var. chlorocarpa. Früchte gelb. Wenig bedornt, Blätter größer, Zweige wollig-filzig behaart. Südost-Frankreich, Mallorca, Sizilien, Sardinien, Italien.
- Crataegus azarolus var. pontica. Früchte gelb oder orange. Wenig bedornt, Blätter stärker gelappt, Zweige wollig behaart. Chromosomenzahl 2n (4x) = 68. Vom östlichen Mittelmeerraum bis Zentralasien.

Crataegus azarolus var. pontica wird heute verbreitet alternativ als eigene Art Crataegus pontica aufgefasst.
Sorten:
- ‘Julieta’ mit roten, schmalen Früchten und aromatischem Geschmack, Reifezeit: August – September
- ‘Fruto Blanco’ mit großen weißlichen Früchten mit einem angenehmen Aroma

## Trivialnamen
Für den Azaroldorn bestehen bzw. bestanden auch die weiteren deutschsprachigen Trivialnamen Azarolbaum, Azarolbirne, Azarolbirn, Meelbyrn (Uffenbach/Lonitzer, 1679), Welsche Espel, Lazerolenbirne (1781), Lazaroli und Lazarole.